# Aníbal Zañartu

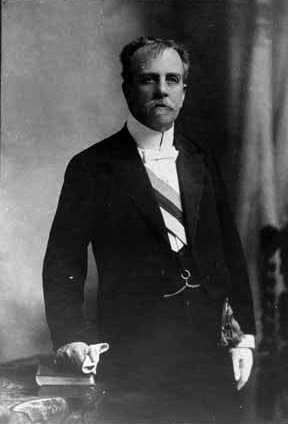
Aníbal Zañartu Zañartu (1901)

Aníbal Zañartu Zañartu (* 1847 in Concepción; † 1. Februar 1902 in Tomé) war ein chilenischer Politiker, der 1901 kommissarischer Staatspräsident war.

## Leben
Aníbal Zañartu Zañartu absolvierte nach dem Besuch des Liceo de Concepción ein Studium der Rechtswissenschaften an der Universidad de Chile und war danach als Rechtsanwalt tätig. Er fungierte zwischen 1881 und 1882 als Geschäftsträger (Chargé d’affaires) der Gesandtschaft in Ecuador. Im Nationalkongress (Congreso Nacional) war er nach seiner Rückkehr für die Partido Liberal zunächst zwischen 1882 und 1888 Mitglied der Abgeordnetenkammer (Cámara de Diputados) sowie 1885 Präsident der Abgeordnetenkammer. Im Anschluss war er von 1885 bis 1886 Außenminister sowie Minister für Kolonialisierung (Ministro de Relaciones Exteriores y Colonización) in der Regierung von Domingo Santa María González, der zwischen 1881 und 1886 Staatspräsident war. In der darauf folgenden Regierung von José Manuel Balmaceda, der von 1886 bis 1891 Staatspräsident war, bekleidete er zwischen 1887 und 1888 erstmals als Innenminister (Ministro del Interior). Er gehörte zwischen 1888 und seinem Tode 1902 dem Senat (Senado) als Mitglied an. 
In der Regierung des von 1896 bis 1901 regierenden Präsidenten Federico Errázuriz Echaurren war Zañartu 1896 sowie 1901 jeweils erneut Innenminister. 1901 wurde er zudem Vizepräsident (Vicepresidente). Als Federico Errázuriz Echaurren am 12. Juli 1901 an einem Herzinfarkt starb, übernahm Aníbal Zañartu die kommissarisch Amtsgeschäfte als Staatspräsident, die er am 18. September 1901 an den gewählten Nachfolger Germán Riesco Errázuriz übergab.
Sein Bruder war der Politiker Manuel Zañartu Zañartu, der Abgeordneter und Finanzminister war, während sein Neffe Enrique Zañartu Prieto ebenfalls Abgeordneter, Senator sowie mehrmals Minister war.

## Weblink
- Eintrag in Rulers